# Fery Antal

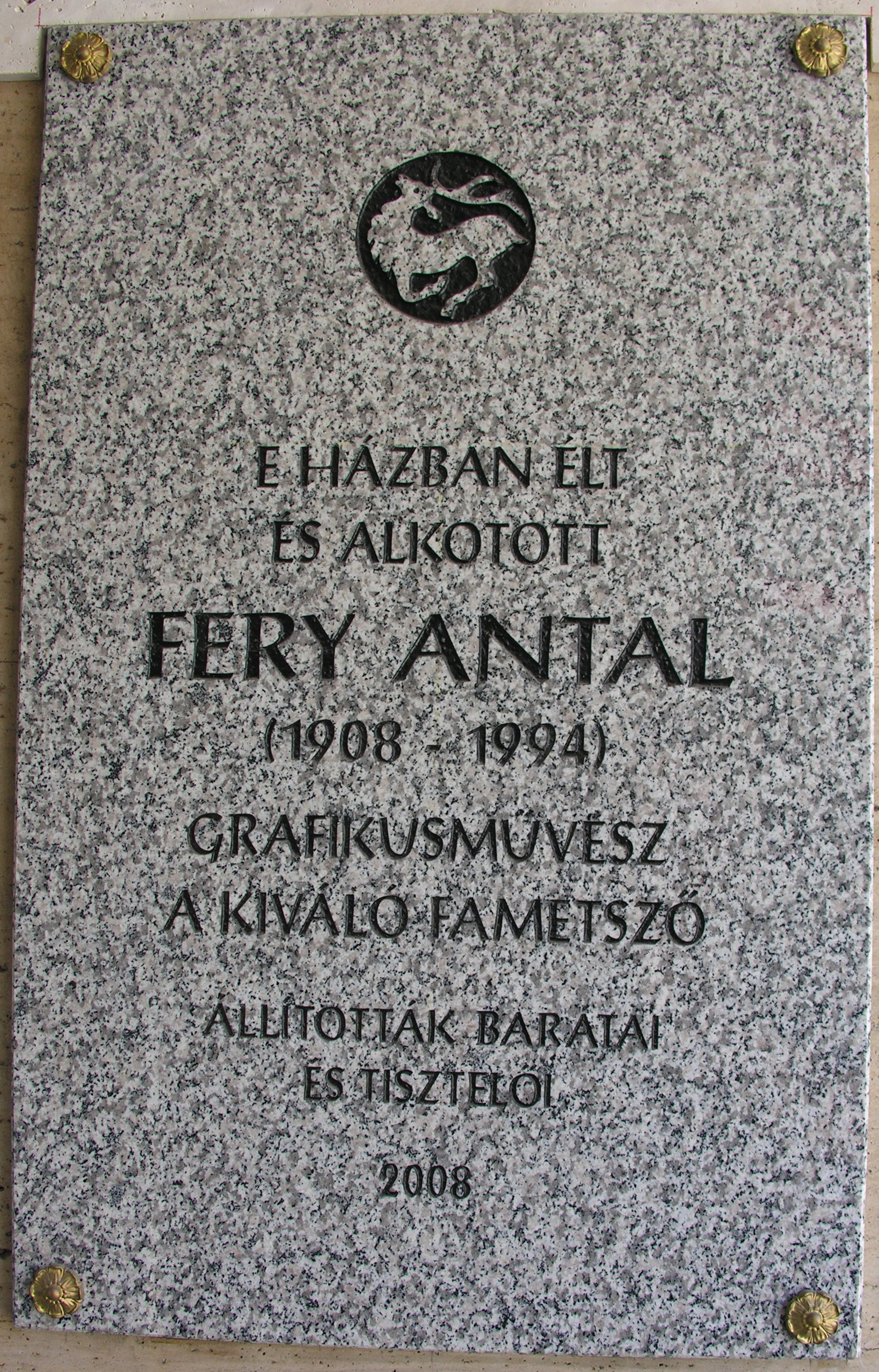
Fery Antal emléktáblája Budapesten, a Fehérvári út 7. szám alatt

Fery Antal (Szerencs, 1908. június 12. – Budapest, 1994. június 30.) grafikus, tervezőgrafikus.

## Életpályája
Mestere: Varga Nándor Lajos. Tanulmányait 1927 és 1935 között végezte az Országos Magyar Királyi Iparművészeti Iskolán a szerencsi cukorgyár ösztöndíjával. 1959-től tagja volt a Kisgrafikabarátok Körének, 1978-tól pedig elnöke. Főként üzleti nyomtatványokat és plakátokat tervezett, számos kiállítás-grafikát is készített. Betűrajzoló képessége kitűnő, melynek köszönhetően társszerzője volt Konecsni György több idegenforgalmi plakátjának az 1930-as években. Munkáiban az ő klasszicizáló stílusát követte. 1945 után leginkább az OTP valamint a szövetkezeti mozgalom számára készített plakátokat. Jeleskedett az emblematikus, tipográfiai megoldások alkalmazásában. Idővel áttért a fametszetes kisgrafikákra, ex librisekre. A magyar kultúrtörténet kiválóságait bemutató 40 ex librisét tartalmazó mappája 1962-ben jelent meg.

## Díjai, elismerései
- 1994: Magyar Köztársaság Érdemrend Kiskeresztje

## Egyéni kiállítások
- 1965 • Országos Széchényi Könyvtár, Budapest
- 1975 • Tokaj

## Válogatott csoportos kiállítások
- 1948, 1956, 1958 • Országos plakátkiállítások • Nemzeti Szalon, Budapest
- 1961, 1966 • Műcsarnok, Budapest
- 1960 • Magyar Plakát-Történeti Kiállítás 1885-1960, Műcsarnok, Budapest
- 1986 • 100+1 éves a magyar plakát, Műcsarnok, Budapest

## Művei közgyűjteményekben
- Magyar Nemzeti Galéria, Budapest
- Országos Széchényi Könyvtár, Budapest
- Zemplén M., Szerencs.